# Diócesis de Kericho
La diócesis de Kericho (en latín: Dioecesis Kerichoënsis, en inglés: Roman Catholic Diocese of Kericho y en suajili: Jimbo Katoliki la Kericho) es una circunscripción eclesiástica de la Iglesia católica en Kenia. Se trata de una diócesis latina, sufragánea de la arquidiócesis de Nairobi. Desde el 14 de diciembre de 2019 su obispo es Alfred Kipkoech Arap Rotich.

## Territorio y organización
La diócesis tiene 4800 km² y extiende su jurisdicción sobre los fieles católicos de rito latino residentes en los condados de Kericho y Bomet.
La sede de la diócesis se encuentra en la ciudad de Kericho, en donde se halla la Catedral del Sagrado Corazón de Jesús.
En 2019 en la diócesis existían 44 parroquias.

## Historia
La diócesis fue erigida el 6 de diciembre de 1995 con la bula Cum ad aeternam del papa Juan Pablo II, obteniendo el territorio de la diócesis de Nakuru.

## Estadísticas
Según el Anuario Pontificio 2020 la diócesis tenía a fines de 2019 un total de 253 810 fieles bautizados.
| Año                                                                             | Población            | Población | Población      | Sacerdotes | Sacerdotes    | Sacerdotes    | Bautizados por sacerdote | Diáconos permanentes | Religiosos | Religiosos | Parroquias |
| Año                                                                             | Bautizados católicos | Total     | % de católicos | Total      | Clero secular | Clero regular | Bautizados por sacerdote | Diáconos permanentes | Varones    | Mujeres    | Parroquias |
| ------------------------------------------------------------------------------- | -------------------- | --------- | -------------- | ---------- | ------------- | ------------- | ------------------------ | -------------------- | ---------- | ---------- | ---------- |
| 1999                                                                            | 198 479              | 1 567 694 | 12.7           | 56         | 10            | 46            | 3544                     |                      | 36         | 56         | 16         |
| 2000                                                                            | 195 374              | 1 423 948 | 13.7           | 23         | 7             | 16            | 8494                     |                      | 34         | 53         | 17         |
| 2001                                                                            | 198 653              | 1 480 906 | 13.4           | 30         | 11            | 19            | 6621                     |                      | 21         | 38         | 17         |
| 2002                                                                            | 220 623              | 1 524 906 | 14.5           | 35         | 15            | 20            | 6303                     |                      | 41         | 70         | 17         |
| 2003                                                                            | 268 460              | 1 678 996 | 16.0           | 35         | 15            | 20            | 7670                     |                      | 48         | 76         | 18         |
| 2004                                                                            | 223 856              | 1 554 850 | 14.4           | 39         | 18            | 21            | 5739                     |                      | 40         | 63         | 17         |
| 2006                                                                            | 225 360              | 1 621 000 | 13.9           | 43         | 21            | 22            | 5240                     |                      | 35         | 52         | 17         |
| 2013                                                                            | 254 000              | 1 810 000 | 14.0           | 43         | 29            | 14            | 5906                     |                      | 23         | 65         | 25         |
| 2016                                                                            | 241 690              | 1 606 200 | 15.0           | 45         | 30            | 15            | 5370                     |                      | 29         | 65         | 34         |
| 2019                                                                            | 253 810              | 1 644 951 | 15.4           | 65         | 30            | 35            | 3904                     |                      | 66         | 64         | 44         |
| Fuente: Catholic-Hierarchy, que a su vez toma los datos del Anuario Pontificio. |                      |           |                |            |               |               |                          |                      |            |            |            |

## Episcopologio
- Philip Arnold Subira Anyolo (6 de diciembre de 1995-22 de marzo de 2003 nombrado obispo de Homa Bay)
- Emmanuel Okombo Wandera (22 de marzo de 2003-14 de diciembre de 2019 retirado)
- Alfred Kipkoech Arap Rotich, desde el 14 de diciembre de 2019